# 1992 Stock
1992 Stock — тип электровагонов метрополитена, созданный в 1992 году на заводе «ADtranz» на базе опытных 1986 Stock для Лондонского метрополитена.

## Эксплуатация
С 1993 года вагоны этой серии стали эксплуатироваться серийно на Центральной линии Лондонского метрополитена. В каждом составе — 8 вагонов. В этом же году началась эксплуатация четырёхвагонных составов на линии Ватерлоо-энд-сити. В 2011—2012 годах Лондонский метрополитен провёл модернизацию этих вагонов. В основном были заменены салоны.